# Francisco Franco
 Denne artikel bør gennemlæses af en person med fagkendskab for at sikre den faglige korrekthed.

Francisco Paulino Hermenegildo Teódulo Franco y Bahamonde Salgado Pardo eller generalísimo Francisco Franco (født 4. december 1892, død 20. november 1975) var diktator i Spanien 1939-1975 og leder for det spanske regeringsparti FET y de las JONS, der tilkæmpede sig magten i den spanske borgerkrig (1936-1939). Francisco Franco beholdt magten til sin død i 1975.

## Karriere inden borgerkrigen
Franco var søn af en marineofficer men valgte at gå ind i hæren, hvor der var bedre karrieremuligheder. Han begyndte på infanteriakademiet men udmærkede sig ikke og blev nummer 251 af 312 kadetter. Han gjorde tjeneste i Nordafrika i den spanske fremmedlegion og blev hurtigt forfremmet. Hans korte, runde skikkelse og hans lyse stemme gav ham tilnavnene commandantin og Franquito.
Franco var en profileret officer før borgerkrigen bl.a. som chef for generalstaben under Den anden spanske republik. Han var en forsigtig planlægger. Det gjorde, at de andre officerer tvivlede på, om han ville deltage i opstanden mod republikken. Han markerede sig dog som en stærk antikommunist.
Hans politik og ideologi var yderst konservativ og katolsk: han støttede familien, en streng moral og en stabil udenrigspolitik. Han øgede antallet af arbejdspladser.

## Anden verdenskrig
Spanien samarbejdede med det fascistiske Italien og Nazityskland, men han var neutral under anden verdenskrig til Hitlers store irritation.
I 1940 skrev Franco under pseudonym manuskript til en film kaldt Raza (= Race), regisseret af en slægtning af falangisternes leder Primo de Rivera. Det var en propagandafilm, hvor fascisterne ikke kæmpede for at opnå politisk magt, men for at frelse Spanien. Filmindspilningen beløb sig til en formue; der blev optaget 45.000 meter film, hvoraf kun 1/15 blev anvendt. I 1950 var det imidlertid en ny tid, og Franco omredigerede sin egen film og ødelagde alle de gamle kopier, han kunne få fat i. Titlen blev ændret til Espíritu de una Raza (= En races ånd). Alle fascisthilsner var udeladt. Fjenderne var ikke mere republikanere, frimurere, borgerskab og politikere, men kun kommunister. Kritikken af USA blev også klippet væk; nu var de Spaniens allierede.

## Støtter
Hitlers naziregime og Mussolinis Italien støttede ham under den spanske borgerkrig mod kommunisterne. De afprøvede nye våben og taktikker.
Den romerskkatolske kirke og USA støttede Franco økonomisk under den kolde krig.

## Francos død
To dage efter Francos død den 20. november 1975 blev prins Juan Carlos indsat som konge af Spanien. Franco havde flere år tidligere udpeget ham som sin efterfølger.
Francos begravelse blev overværet af flere hundrede, deriblandt USA's vicepræsident Nelson Rockefeller men kun af enkelte statsledere: Kong Hussein af Jordan, general Augusto Pinochet fra Chile og fyrst Rainier 3. af Monaco.
Franco lå begravet ved monumentet Valle de los Caídos (dansk: De Faldnes Dal) nord for Madrid til oktober 2019. Han blev da flyttet til kirkegården Mingorrubio-El Pardo uden for Madrid. Flytningen var en vigtig symbolsk sag for statsminister Pedro Sánchez, som udtalte, at glorificeringen af diktatoren var en moralsk fornærmelse og flytningen et vigtigt skridt for en forsoning med fortiden.

## Tidslinje
- 1906	Franco træder som 14-årig ind i militæret.
- 1912	Franco bliver officer i Marokko.
- 1926	Udnævnes til general.
- 1937	Udnævnes til leder af Falangen.
- 1937	Den Spanske Borgerkrig: Den tyske Legion Condor med Heinkel He 51 biplaner kommer til Spanien for at støtte Francos styrker.
- 1938	Vatikanet anerkender Francos regering.
- 1939	Den Spanske Borgerkrig: Francos hær indtager Barcelona med hjælp fra Italien .
- 1939	England og Frankrig anerkender Francos regering.
- 1939	Franco erobrer Madrid.
- 1946	De Forenede Nationer standser samarbejdet med Francos Spanien og anbefaler andre at gøre det samme.
- 1955	Spanien optages i FN
- 1969	Franco udråber prins Juan Carlos til sin stedfortræder.
- 1970	Franco ændrer tiltalte ETA-medlemmers dødsstraf i Burgos Sagen til 30 års fængsel.
- 1974 og 1975	Prins Juan Carlos fungerer som regent (Spaniens statsoverhoved) under Francos sygdom.
- 1975	Franco dør d. 20 november som 82-årig af Parkinsons sygdom.
- 1975	Juan Carlos bliver udnævnt til konge af Spanien.
- 1977	Spanien har sit første demokratiske valg efter 41 år under Francos regime.